# Saint-Loup (Nièvre)
Saint-Loup és un municipi francès, situat al departament del Nièvre i a la regió de Borgonya - Franc Comtat. L'any 2007 tenia 455 habitants.

## Demografia

### Població
El 2007 la població de fet de Saint-Loup era de 455 persones. Hi havia 200 famílies, de les quals 60 eren unipersonals (32 homes vivint sols i 28 dones vivint soles), 72 parelles sense fills, 52 parelles amb fills i 16 famílies monoparentals amb fills.
La població ha evolucionat segons el següent gràfic:
Habitants censats

### Habitatges
El 2007 hi havia 281 habitatges, 205 eren l'habitatge principal de la família, 56 eren segones residències i 20 estaven desocupats. 276 eren cases i 5 eren apartaments. Dels 205 habitatges principals, 186 estaven ocupats pels seus propietaris, 13 estaven llogats i ocupats pels llogaters i 6 estaven cedits a títol gratuït; 1 tenia una cambra, 11 en tenien dues, 41 en tenien tres, 50 en tenien quatre i 102 en tenien cinc o més. 153 habitatges disposaven pel capbaix d'una plaça de pàrquing. A 84 habitatges hi havia un automòbil i a 104 n'hi havia dos o més.

### Piràmide de població
La piràmide de població per edats i sexe el 2009 era:
| Homes | Edats   | Dones |
| ----- | ------- | ----- |
| 0     | 95 o +  | 0     |
| 4     | 90 a 94 | 4     |
| 8     | 85 a 89 | 0     |
| 4     | 80 a 84 | 8     |
| 12    | 75 a 79 | 16    |
| 12    | 70 a 74 | 12    |
| 16    | 65 a 69 | 16    |
| 20    | 60 a 64 | 4     |
| 12    | 55 a 59 | 8     |
| 20    | 50 a 54 | 20    |
| 12    | 45 a 49 | 24    |
| 20    | 40 a 44 | 12    |
| 28    | 35 a 39 | 16    |
| 16    | 30 a 34 | 12    |
| 8     | 25 a 29 | 4     |
| 4     | 20 a 24 | 8     |
| 24    | 15 a 19 | 12    |
| 12    | 10 a 14 | 20    |
| 12    | 5 a 9   | 16    |
| 24    | 0 a 4   | 8     |

## Economia
El 2007 la població en edat de treballar era de 299 persones, 206 eren actives i 93 eren inactives. De les 206 persones actives 187 estaven ocupades (99 homes i 88 dones) i 19 estaven aturades (12 homes i 7 dones). De les 93 persones inactives 45 estaven jubilades, 25 estaven estudiant i 23 estaven classificades com a «altres inactius».

### Ingressos
El 2009 a Saint-Loup hi havia 219 unitats fiscals que integraven 488,5 persones, la mediana anual d'ingressos fiscals per persona era de 18.138 €.

### Activitats econòmiques
Dels 15 establiments que hi havia el 2007, 1 era d'una empresa de fabricació de material elèctric, 2 d'empreses de construcció, 5 d'empreses de comerç i reparació d'automòbils, 3 d'empreses immobiliàries, 2 d'empreses de serveis i 2 d'entitats de l'administració pública.
Dels 3 establiments de servei als particulars que hi havia el 2009, 1 era un guixaire pintor, 1 lampisteria i 1 agència immobiliària.
L'any 2000 a Saint-Loup hi havia 17 explotacions agrícoles que ocupaven un total de 1.365 hectàrees.

## Equipaments sanitaris i escolars
El 2009 hi havia una escola elemental.

## Poblacions més properes
El següent diagrama mostra les poblacions més properes.